# Cảng Incheon

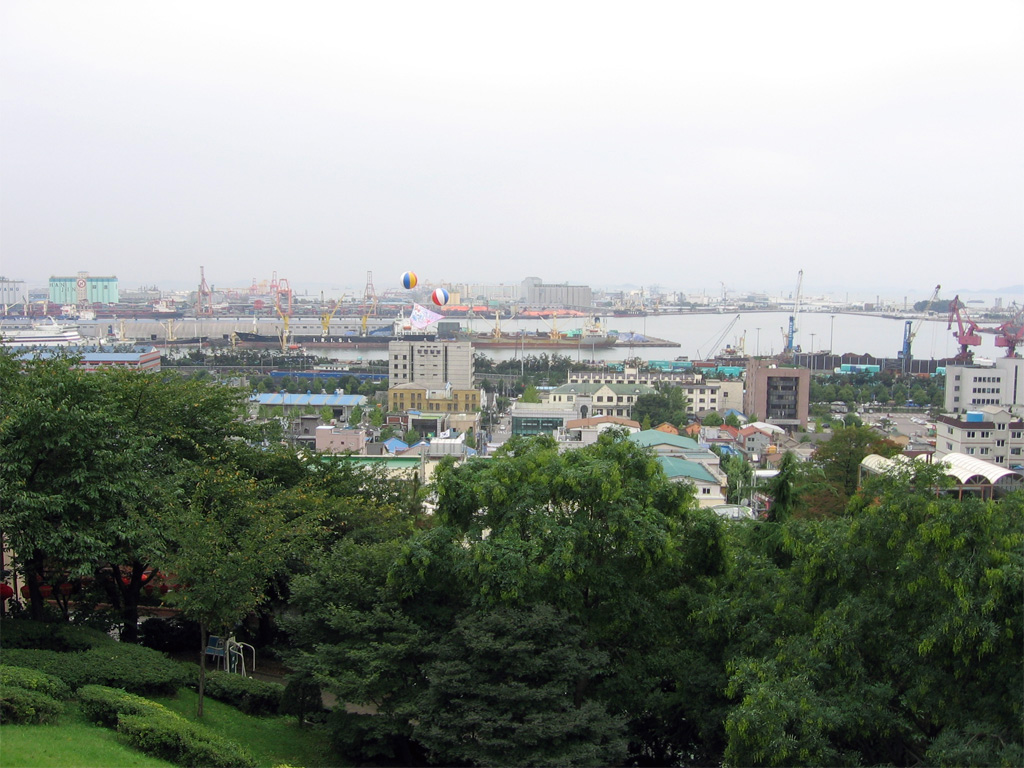
Cảng Incheon

Cảng Incheon (tiếng Hàn: 인천항; Hanja: 仁川港) là cảng chính ở Hàn Quốc, nằm ở Incheon.